# Берестецкий, Владимир Григорьевич
Влади́мир Григо́рьевич Бересте́цкий 6 (19) марта 1902, с. Новая Одесса, Херсонский уезд, Херсонская губерния, Российская империя — 25 февраля 1977, Киев, Украина, капитан 1-го ранга, в конце Великой Отечественной войны — командир учебного отряда подводного плавания ТОФ.

## Биография
Берестецкий Владимир Григорьевич родился 6 (19) марта 1902 года в селе Новая Одесса Херсонского уезда, Херсонской губернии в многодетной семье. Отец — Григорий Харитонович, 1858 года рождения, работал на судостроительном заводе «Наваль» в г. Николае, мать — Розалия Моисеевна, 1861 года рождения, занималась воспитанием детей и была домохозяйкой.
Рабочая биография Владимира началась в восьмилетнем возрасте. В 1910 году работает в мануфактурном магазине. В 1911 году поступает на работу в типографию, вначале в качестве ученика наборщика, а потом — в качестве ученика переплетного дела, но уже в 1914 году переходит учеником слесаря на завод «Наваль», а через год в 1915 году — слесарем в мастерские Военно-промышленного комитета.
В январе 1918 года его назначают внештатным инструктором горкома комсомола. В феврале 1918 года добровольцем направлен на фронт, а в феврале 1920 года — в ряды Рабоче-крестьянского Красного Флота.
До октября 1934 года служба Берестецкого была связана с Черноморским флотом. С августа 1929 г. по апрель 1932 г. проходил службу политруком на эсминце «Шаумян». С августа 1929 г. по май — комиссар дивизиона сторожевых кораблей, затем до 1931 г. был инструктором политотдела дивизиона эсминцев. С января 1931 г. по март 1932 г. — помполит на ЭМ «Дзержинский», на котором с февраля 1927 г. по 1932 г. командиром был Юмашев Иван Степанович. В это же время на соединении эскадренных миноносцев Черноморского флота начинал свою офицерскую службу и Горшков Сергей Георгиевич, который в 1931 году, после окончания Ленинградского Военно-морского училища имени М. В. Фрунзе, был назначен штурманом на эскадренный миноносец «Фрунзе».
С мая 1936 года жизнь и служба Берестецкого была связана с Тихоокеанским флотом. Здесь происходили у него многие значимые события. C 22 по 24 октября 1938 года на подводной лодке Щ-112, которой командовал капитан 3 ранга Берестецкий Владимир Григорьевич, впервые на советском флоте прошло учение по выходу бойцов из торпедного аппарата подводной лодки в индивидуальном снаряжении подводника с двадцатиметровой глубины
На Тихоокеанском флоте он служил по январь 1948 г., вплоть до своего ареста: 9 января 1948 года Берестецкий был арестован, обвинён по статье 58-1 «б» УК РСФСР и 29 мая 1948 г. — осуждён на 15 лет ИТЛ с конфискацией имущества.
В августе 1956 г. этот приговор в отношении Берестецкого был отменён, а уголовное дело прекращено за отсутствием состава преступления.
В последние годы Берестецкий Владимир Григорьевич жил в Киеве. Умер 25 февраля 1977 г. Похоронен на Лукьяновском военном кладбище.

## Военная карьера
- 10.02.1920 — 15.11.1920 — шифровальщик штаба ДОТ (действующего отряда) Чёрного и Азовского морей по связи с Юго-Западным фронтом;
- 15.11.1920 — 15.10.1921 — командир отделения шифровальщиков;
- 15.10.1921 — 15.03.1922 — комиссар радиостанции штаба ДОТ в Николаеве;
- 15.03.1922 — 15.03.1924 — комиссар тральщика «Скиф» отряда траления и заграждения, который базировался в Севастополе;
- 15.03.1924 — 28.02.1925 — комиссар Лоцдистанции;
- 28.02.1925 — 10.12.1925 — завскладом жидкого топлива ГВП г. Севастополь;
- 10.12.1925 — 01.08.1929 — политрук ЭМ «Шаумян»;
- 01.08.1929 — 01.05.1930 — комиссар дивизиона сторожевых кораблей;
- 01.05.1930 — 01.01.1931 — инструктор политотдела дивизиона эсминцев;
- 01.01.1931 — 15.03.1932 — помполит ЭМ «Дзержинский»;
- 15.03.1932 — 15.10.1932 — пом. нач. строевого отдела Управления комплектации Морских Сил Чёрного Моря;
- 15.10.1932 — 26.07.1933 — слушатель спец.курсов командного состава УВМС;
- 26.07.1933 — 21.04.1934 — флагманский химик дивизиона канонерских лодок;
- 21.04.1934 — 06.11.1934 — флагманский химик бригады подводных лодок;
- 06.11.1934 — 26.03.1936 — слушатель учебного отряда подводного плавания;
- 1936 — присвоено воинское звание «капитан-лейтенант»;
- 26.03.1936 — 28.03.1937 — пом.командира ПЛ Щ-112;
- 28.03.1937 — 30.03.1939 — командир ПЛ «Щ-112»;
- Март 1938 — за отличную БП и ПП на ПЛ «Щ-112» досрочно присвоено воинское звание «капитан 3 ранга»;
- 30.03.1939 — 29.10.1939 — пом.командира ЭМ «Резвый»;
- 29.10.1939 — 27.02.1942 — командир ЭМ «Войков»;(приказ НК ВМФ № 01541)
- 27.02.1942 — 17.03.1943 — командир по конвоям отдела внешних коммуникаций Главного Морского Штаба ВМФ (приказ НК ВМФ № 0527) ;
- 16.04.1942 — присвоено воинское звание «капитан II ранга» (приказ Народного Комиссара ВМФ СССР № 0781);
- 17.03.1943 — 12.1944 — начальник отделения конвойной службы оперативного отдела штаба ТОФ;
- 06.11.1944 — присвоено звание «капитан I ранга» (приказ НК ВМФ № 02377)
- 12.1944 — 09.1947 — командир учебного отряда подводного плавания ТОФ;
- 09.1947 — 01.1948 — командир отряда учебных кораблей ТОФ;
- 24.05.1956 — уволен в запас по выслуге установленного срока действительной службы с правом ношения военной формы одежды.

## Длительная «командировка»
- 9 января 1948 г. — арестован — Статья 58 Уголовного кодекса РСФСР, пункт «б»;
- Приказом МВД СССР № 0442 от 12 апреля 1948 г. — уволен из кадров по статье 44 «Положения о прохождении службы командным и начальствующим составом Рабоче-Крестьянской Красной Армии и Флота», пункт «в» (арест судебными или следственными органами);
- Октябрь 1948 г.- отправлен в лагерный центр Минлага — Инта, Коми АССР.

## Приговор отменён
- Определением Верховного Суда СССР от 4 августа 1956 года приговор от 29 мая 1948 года в отношении Берестецкого был отменён, а уголовное дело прекращено за отсутствием состава преступления. Были отменены и пункты приказов МВД СССР № 03889 от 8 августа 1956 года и № 0442 от 12 апреля 1948 года об увольнении из кадров по статье 44 пункт «в». Новая формулировка гласила: «Считать уволенным из кадров Военно-Морского Флота в запас с 24 мая 1956 года по статье 59 пункту „а“ — по выслуге установленного срока действительной службы, с правом ношения военной формы одежды».

## Награды
- орден Ленина — Указ Президиума Верховного Совета СССР — 30.04. 1945 г.[4]
- орден Красного Знамени — Указ Президиума Верховного Совета СССР — 03.11. 1944 г.
- орден Отечественной войны 1 степени — Приказ командующего ТОФ № 0498 от 07.09.1945 г.
- орден Красной Звезды
- медаль «За боевые заслуги»,
- медаль За победу над Германией,
- медаль «За победу над Японией».
- знак «50 лет подводным силам КЧФ» - 1920-1970 гг..